# Триантимонид пентапразеодима
Триантимонид пентапразеодима — бинарное неорганическое соединение
празеодима и сурьмы
с формулой Pr5Sb3,
кристаллы.

## Получение
- Нагревание чистых веществ в вакууме:

{\displaystyle {\mathsf {5Pr+3Sb\ {\xrightarrow {1670^{o}C}}\ Pr_{5}Sb_{3}}}}

## Физические свойства
Триантимонид пентапразеодима образует кристаллы
гексагональной сингонии,
пространственная группа P 63/mcm,
параметры ячейки a = 0,923 нм, c = 0,651 нм, Z = 2,
структура типа трисилицида пентамарганца Mn5Si3
.
Соединение образуется по перитектической реакции при температуре 1670°С.